# Anatolij Fëdorovič Dobrynin
Anatolij Fëdorovič Dobrynin (in russo Анатолий Фёдорович Добрынин?; Krasnaja Gorka, 16 novembre 1919 – Mosca, 6 aprile 2010) è stato un politico e diplomatico sovietico.

## Biografia
Nato nel Governatorato di Mosca, completò nel 1942 l'Istituto aeronautico della capitale e lavorò per due anni nella Fabbrica aeronautica moscovita n. 115. Tra il 1944 e il 1947 studiò presso la Scuola superiore diplomatica del Ministero degli Affari esteri e si specializzò in scienze storiche. Membro del PCUS dal 1945, lavorò nel servizio diplomatico dal 1947.
Tra il 1957 e il 1962 fu vicesegretario generale dell'ONU, mentre dal 1962 al 1986 fu ambasciatore dell'Unione Sovietica negli Stati Uniti. Membro del Comitato Centrale del PCUS dal 1971 al 1990, dal 1986 al 1988 fece parte della Segreteria e diresse il Dipartimento internazionale del PCUS. Dal 1988 al 1991 fu consigliere dapprima del Presidente del Presidium del Soviet Supremo e poi del Presidente dell'Unione Sovietica. Fu successivamente consulente del Ministero degli Affari esteri della Federazione Russa.